# Méliphage jaune
Stomiopera flava
Espèce
Statut de conservation UICN

 LC  : Préoccupation mineure
Le Méliphage jaune (Stomiopera flava, anciennement Lichenostomus flavus) est une espèce de passereaux de la famille des Meliphagidae.

## Répartition

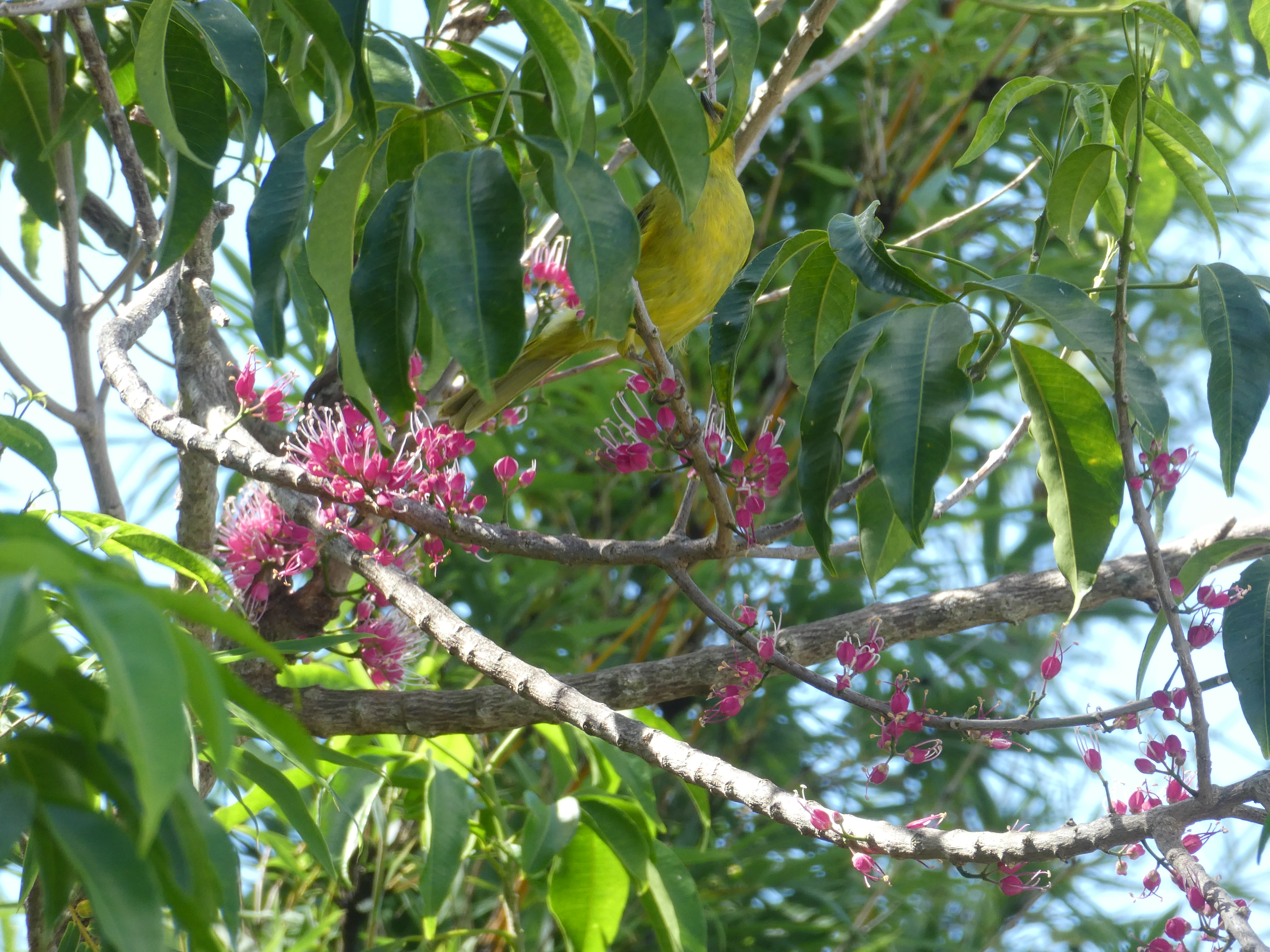
Un méliphage jaune sur Melicope rubra.

Cet oiseau est endémique du nord-est de l'Australie.

## Habitat
Il habite les forêts humides de basse altitude et les mangroves tropicales et subtropicales.

## Taxinomie
À la suite des travaux phylogéniques de Nyári et Joseph (2011), cette espèce est déplacée du genre Lichenostomus vers le genre Stomiopera par le Congrès ornithologique international dans sa classification de référence version 3.4 (2013).

## Sous-espèces
D'après le Congrès ornithologique international, cette espèce est constituée des sous-espèces suivantes :
- Stomiopera flava addenda (Mathews, 1912) — péninsule du cap York
- Stomiopera flava flava (Gould, 1843)